# Carneoryctes truncatus
Carneoryctes truncatus är en skalbaggsart som beskrevs av Phillip B. Carne 1957. Carneoryctes truncatus ingår i släktet Carneoryctes och familjen Dynastidae. Inga underarter finns listade.